# 21世紀家族
《21世紀家族》（韓語：21세기 가족），為tvN自2012年3月11日起製播的韓國電視劇。由李德華、吳允兒、吳承賢及李勳主演。

## 演員陣容
- 李德華 飾演 李德華
50後半，前演藝人。
- 吳允兒 飾演 李琴杓
30中，德華的大女兒，家庭主婦。
- 李　勳 飾演 李誠奇
40後半，琴杓的丈夫，精神科醫師。
- 吳承賢 飾演 吳恩美
30中，德華的第二任妻子，家庭主婦。
- 姜　沅 飾演 李東杓
20後半，德華的小兒子，待業生。
- 金秀珍 飾演 李河娜
20歲，琴杓的大女兒，夢想成為藝人。
- 金泰云 飾演 羅奉秀
15歲，琴杓的兒子，中學二年級。
- 趙敏兒 飾演 李世娜
9歲，琴杓的小女兒，中學二年級。
- 李美桃 飾演 李恩杓
30出頭，德華的二女兒，綜藝節目PD。
- 金瑟琪 飾演 金瑟琪
20出頭，恩杓的合夥人，專工物理學。
- 趙賢奎 飾演 趙賢奎
20後半，瑟琪物理學科的同事。

## 外部連結
- tvN《21世紀家族》韓國官網[]

| 韓國 tvN 日曜劇 | 韓國 tvN 日曜劇                              | 韓國 tvN 日曜劇 |
| --------------- | -------------------------------------------- | --------------- |
|                 | 21世紀家族 （2012年3月11日 - 2012年4月29日） |                 |
| -               | 三劍客 （2014年8月10日 - 2014年 月 日）      |                 |